# ROM-image

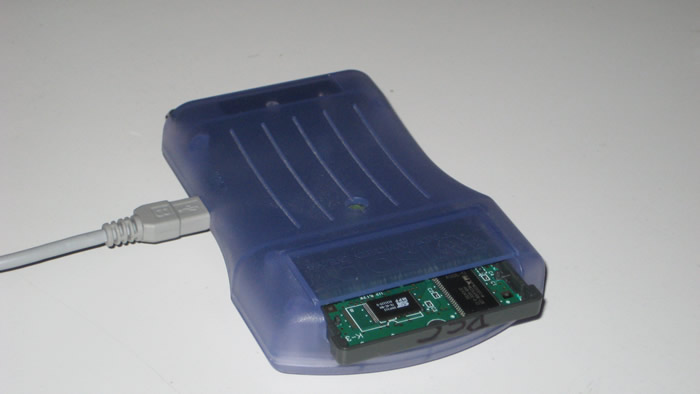
Een ROM-dumpingapparaat voor de Game Boy Advance

Een ROM-image, is een bestand dat een kopie is van de data op een read-only memory (ROM)-chip. Dergelijke images worden vaak gebruikt voor het illegaal verspreiden van computerspellen. Een ROM-image bevat de software (computerprogramma) die oorspronkelijk op de ROM was opgeslagen.
Een ROM-image kan worden gebruikt als back-up maar wordt vaak ook misbruikt om via emulatorprogramma's de software illegaal te gebruiken. In enkele gevallen gaat het om abandonware, software waar weliswaar nog altijd copyright op rust maar waar de oorspronkelijke schrijver geen rechten meer op doet gelden, niet-commercieel gebruik wordt als het ware door de vingers gezien en in een aantal gevallen is de oorspronkelijke schrijver er zelfs trots op dat 30 jaar na dato er nog mensen zijn die zijn spelletje of programma gebruiken.
Een ROM-bestand kan dus gebruikt worden als kopie van het oorspronkelijk spel, of als bestand om te spelen met een speciale emulator voor een spelcomputer. ROM-images kunnen via emulatorsoftware op de pc worden gebruikt, maar sommige emulators kunnen ook gebruikt worden op een spelcomputer.
Ook is het mogelijk het ROM-image terug te branden op een PROM of EPROM waarmee dan een exacte kopie van de originele ROM ontstaat.
ROM-images zijn meestal commerciële bestanden die beschermd zijn met copyright. De ongeautoriseerde distributie van deze met copyright beschermde producten is meestal een overtreding van de wet (hoewel conform onder meer de Nederlandse en Belgische wetgeving het maken van een back-up voor eigen doel is toegestaan).

## Gebruik

### Emulatie
ROM-images worden veel gebruikt voor het emuleren van spellen voor spelcomputers op een andere computer/spelcomputer.

### Digitale bewaring
Het maken van kopieën van ROM's van oudere arcadespellen of computerspellen kan gezien worden als het maken van illegale kopieën. Echter, het kopiëren van oude naar nieuwe media zorgt er wel voor dat het spel bewaard blijft, iets wat de oorspronkelijke uitgever van zo'n spel vaak niet eens doet. Oude media staat op chips die door geringe radioactiviteit van de gebruikte materialen hun data kunnen verliezen. Oude spellen die anders verdwenen zouden zijn, blijven nog steeds speelbaar.
Voor legaliteitskwesties, zie abandonware.

### Hacks en fanvertalingen
ROM-images is software die te wijzigen is met een editor en compiler. Op deze manier kunnen ze ook worden ge- of misbruikt om hacks en fanvertalingen van spellen te maken. Zo zijn er spellen die bijvoorbeeld alleen in Japan zijn uitgegeven en nooit zijn gelokaliseerd naar andere talen. Deze spellen kunnen door een fan van dat spel worden vertaald en geüpload, zodat andere mensen het spel kunnen spelen in een taal die ze wel begrijpen. Ook worden er hacks gemaakt van spellen met extra data of veranderde data. Dit kan zijn van een totaal andere verhaallijn, een ander spelfiguur of een andere plaatsing van voorwerpen. Deze veranderingen kunnen nieuw leven blazen in een oud spel. 

## Dumpen
De inhoud van ROM-chips in spelcartridges van commerciële computerspellen kan gekopieerd worden met een EPROM-programmer. Dit proces wordt ook wel 'dumpen' genoemd. Een ander woord voor ROM-image is dan ook een 'ROM-dump'.

## Beveiliging
Ondanks het feit dat ROM-images de computerspelgeschiedenis bewaren door oude spellen die niet meer verkocht worden voor iedereen openbaar te stellen, worden er ook kopieën gemaakt van moderne spellen.
Veel spelcomputermakers en ontwikkelaars van spelsoftware hebben de ROM laten varen als opslagmedium omdat deze niet of nauwelijks te beveiligen is tegen kopiëren. Bovendien werd op zeker moment de hoeveelheid data die op een ROM kan worden opgeslagen veel te klein voor moderne computerspellen, en er werd massaal overgestapt op optische media zoals de compact disc (cd), Universal Media Disc (UMD), digital versatile disc (dvd) en blu-ray (BD). Niet alleen kunnen deze media een veelvoud aan data bevatten, ook het beveiligen ervan was veel beter realiseerbaar, moedwillig aangebrachte onleesbare sectoren en speciale beveiligingstechnieken maakten het kopiëren een stuk moeilijker.
Zo had de Nintendo GameCube bijvoorbeeld een speciale soort kleinere dvd die de verkeerde kant beschreven was. Deze was bijna onkraakbaar, omdat deze onleesbaar was voor de computer. Dit bleef zo totdat hackers in staat waren de spellen direct van de GameCube naar de computer over te zetten. Enige tijd later kon dit ook met de Nintendo Wii.